# نبرة (موسيقى)

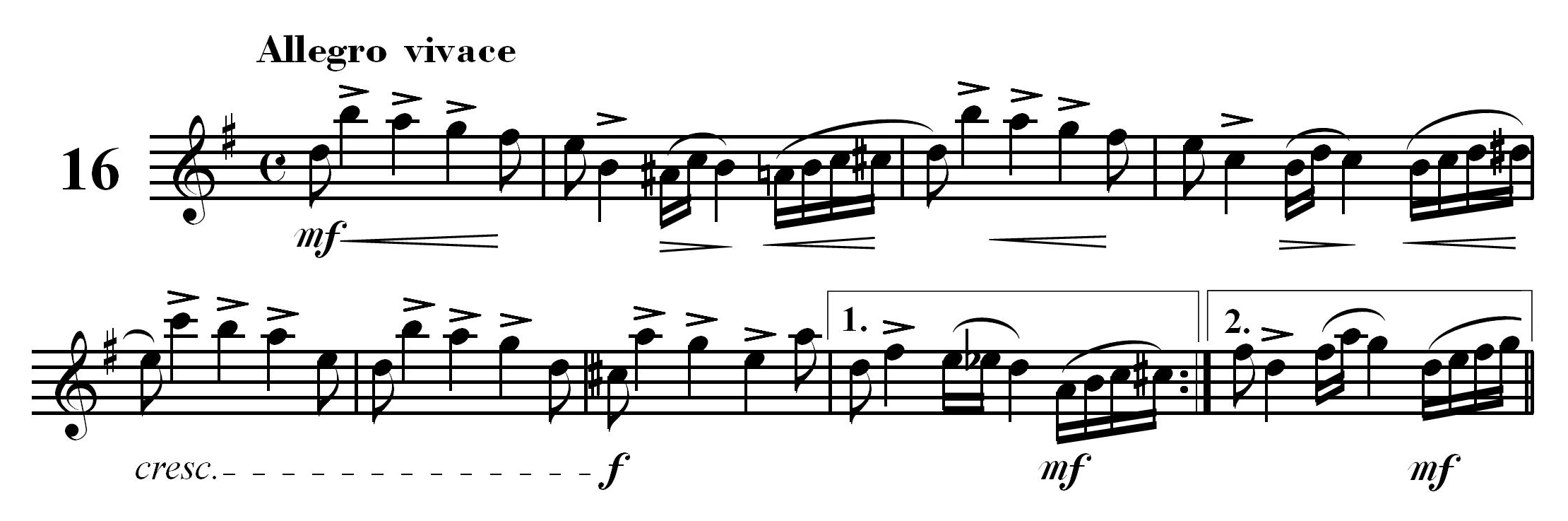
القطعة الموسيقية رقم 16

النبرة في الموسيقى هي توكيد يوضع على درجة موسيقية معينة أو مجموعة من النغمات أو الوتر، إما نتيجةً لسياقها أو يشار إليها على وجه التحديد بعلامة النبرة. تساهم النبرة في النطق وعرض أداء مقطوعة موسيقية. يمكن كتابة النبرات في مقطوعة موسيقية أو جزء منها بواسطة الملحن، أو يضيفها المؤدي جزءًا من تفسيره للقطعة الموسيقية.